# Die Biene Maja und ihre Abenteuer (Film)
Die Biene Maja und ihre Abenteuer ist ein stummer, deutscher Kulturfilm mit Spielhandlung, der sich an dem 1912 von Waldemar Bonsels veröffentlichten, gleichnamigen Roman orientiert. Autor Bonsels war am Gestaltungskonzept des Films beteiligt.

## Handlung
Ein großer Bienenstock steht inmitten eines Parks, in dem die alte Bienenkönigin Helene VIII. herrscht. Dort wird an einem Sommertag nicht nur eine neue Königin, sondern auch die Biene Maja geboren, Geburtshelferin ist die erfahrene Biene Kassandra. Mühselig krabbelt Maja aus einer Wabe heraus und schließt sich dann sogleich dem schwirrenden Bienenvolk und schließlich einer Honigträgerin an, um die Außenwelt zu erkunden und ihre Aufgaben zu erlernen. Zeitgleich macht sich auch ein Teil des Bienenvolks auf den Weg ins Freie, da im Bienenstock wegen der Geburt der neuen Königin eine Palastrevolution droht.
Maja lernt derweil die Schönheit der Natur kennen und landet sogleich auf einer Blume, um sie zu bestäuben. Sie lernt merkwürdig erscheinende Mitgeschöpfe wie eine kleine Raupe kennen, die Maja in ihrer Erscheinung wie ein Drache mit Stachelmähne und glühenden Augen vorkommt. Nicht minder fremdartig dafür aber um so gefährlicher ist für Maja ein weiteres Wesen, eine Spinne mit Namen Thekla, die ihr Netz ausgespannt hat, um so unerfahrene Wesen wie Maja zu fangen und zu verspeisen.
Aus höchster Not befreit sie von dort ein Mistkäfer namens Kurt. Kaum wieder in Freiheit, wird die Jungbiene wenig später von Hornissen gefangen genommen. Hier erfährt Maja von deren Angriffsplan auf ihren heimischen Bienenstock. Mit Müh’ und Not kann sie sich aus den Fängen der ihr riesig erscheinenden Insektenverwandten befreien und fliegt zu ihrem Volk zurück, um es vor dem anstehenden Angriff zu warnen.

## Produktionsnotizen und Wissenswertes
Der viragierte Film hatte angesichts der schwierigen und zeitintensiven Aufnahmen der Hauptakteure eine ebenso langwierige wie lange Entstehungszeit, die sich über 21 Monate in den Jahren 1924 und 1925 hinzog. Der Sechsakter mit einer Länge von 1944 Metern passierte die Filmzensur am 12. Januar 1926 und wurde auch für die Jugend zugelassen. Die Uraufführung von Die Biene Maja und ihre Abenteuer fand am 3. März 1926 im Dresdner Capitol statt. Am 8. April 1926 lief der Streifen auch in Berlin an. Eine Wiederaufführung der rekonstruierten Fassung fand 2005 im Rahmen des Hamburger CineFest statt.
Die kurze Elfenszene inszenierte Waldemar Bonsels, der auch für die Zwischentitel verantwortlich zeichnete. Regisseur Wolfram Junghans war von Haus aus Biologe. Er hatte im Berliner Zoo extra für diesen Film ein Terrarium konstruiert, in dem die Bienen lebten.
Die filmtechnischen Bauten stammen von Svend Noldan und Albin Grau.
1934 produzierte die Frieß-A.G. eine mit Ton versehene und auf 25 Minuten gekürzte Fassung des Kulturfilms von 1926. Diese Fassung gilt als verschollen.
Als die Waldemar-Bonsels-Stiftung im Jahr 2002 auf der Suche nach dem Film war, gab es in Deutschland nur noch Fragmente. Von den 1944 Metern Länge bei der Uraufführung fehlte die Hälfte; die andere Hälfte des Filmmaterials galt als verschollen. Im finnischen Filmarchiv fand sich jedoch eine fast komplette Nitro-Kopie des Films. Die finnische Kopie diente als Grundlage für die Sicherung des Filmes durch das Bundesarchiv in Berlin. 2005 wurde die rekonstruierte Fassung beim CineFest Hamburg erstmals gezeigt.
Für die Uraufführung stellte Willy Schmidt-Gentner eine Musik aus bestehenden Orchestermusiken zusammen. Für die DVD-Erstveröffentlichung (2012) komponierte Florian C. Reithner eine neue Musik für Kammerorchester. Die Filmfassung der DVD kombiniert die Kopie des Bundesarchivs mit einer viragierten Kopie des eye-filminstituts.

## Kritiken
Der Film „fand großes Echo in der zeitgenössischen Presse; ein großer Publikumserfolg war er nicht.“
Paimann’s Filmlisten resümierte: „Was diesen Film über viele seiner Art hinaushebt, ist die Eindringlichkeit seiner Bilder und deren meisterhafte Technik … ganz abgesehen von der bewunderungswürdigen Regiearbeit mit den winzigkleinen Akteuren. Das Ganze ist nicht nur hochinteressant, sondern auch unterhaltend, szenenweise sogar recht spannend im Filmsinne. Nicht unerwähnt sei die ausgezeichnete Photographie.“

„Nach Motiven des gleichnamigen Buches von Waldemar Bonsels gibt dieser Film eine eindringliche Schilderung der Lebensgewohnheiten der Bienen.“